# Copa Brahama
La Copa Brahma 1995 fue un triangular amistoso de fútbol jugado en la provincia de Mendoza (Argentina) que tuvo como sede el Estadio Malvinas Argentinas; en el mismo tomaron parte la Selección Colombia que se preparaba para disputar la Copa América que se disputaría en Uruguay junto con Boca Juniors y River Plate. El torneo se disputó entre el 29 de junio y el 3 de julio de 1995.

## Resultados
| Equipo       | Pts | PJ | PG | PE | PP | GF | GC | Dif |
| ------------ | --- | -- | -- | -- | -- | -- | -- | --- |
| Colombia     | 4   | 2  | 1  | 1  | 0  | 3  | 1  | 2   |
| Boca Juniors | 4   | 2  | 1  | 1  | 0  | 3  | 2  | 1   |
| River Plate  | 0   | 2  | 0  | 0  | 2  | 1  | 4  | -3  |

| 29 de julio de 1995 | Boca Juniors | 1:1 (0:0) | Colombia   | Estadio Malvinas Argentinas, Mendoza |                           |
|                     | Carranza 88' |           | Rincón 71' | Árbitro(s): Ángel Sánchez            | Árbitro(s): Ángel Sánchez |

| 1 de junio de 1995 | River Plate | 0:2 (0:2) | Colombia                  | Estadio Malvinas Argentinas, Mendoza |                              |
|                    |             |           | Asprilla 26' · Rincón 58' | Árbitro(s): Horacio Elizondo         | Árbitro(s): Horacio Elizondo |

| 3 de junio de 1995 | River Plate  | 1:2 (0:0) | Boca Juniors              | Estadio Malvinas Argentinas, Mendoza |                                |
|                    | Rivarola 47' |           | Saldaña 58' · Márcico 67' | Árbitro(s): Juan Carlos Biscay       | Árbitro(s): Juan Carlos Biscay |

| Colombia                   |
| Campeón Selección Colombia |
| 1.er título                |

### Distinciones individuales
- Goleador de la copa: Freddy Rincón (2 goles)